# Paledusk
Paledusk（ペイルダスク）は、日本のロックバンド。福岡県出身。
2014年（平成26年）から楽曲制作を始め、2015年（平成27年）4月に本格的なライブ活動を開始。
バンド名は、高校生の時に英語の授業中、単語帳のページを適当に開き、気に入った単語の「Pale」と「Dusk」を選び並べた。
2025年9月、アニメ『ガチアクタ』のオープニングテーマソング『HUGs』でAVEXのA.S.A.Bレーベルからメジャーデビュー。

## メンバー
Kaito（カイト）
ボーカル担当。本名は長井海人。1997年（平成9年）7月31日生まれ。福岡県出身。特技はスクリーム。
JACK IN THE BOX 2021のNOCTURNAL BLOODLUSTのステージに出演。
Tsubasa（ツバサ）
ギター担当。本名は石橋翼。本名はフルネームで「1484283」と表現でき、当初の活動名は283。1995年（平成7年）7月23日生まれ。Kaitoと同じく結成当初からのメンバー。
影響を受けたミュージシャンはcoldrainのSugiとY.K.C、松任谷由実。特技はギターを弾きながらコサックダンスを踊ること。
DAIDAI（ダイダイ）
ギター担当。本名は江原大介。当初の活動名は「Daisuke」。1994年11月13日生まれ。
2017年（平成29年）9月に加入を発表。影響を受けたギタリストはエクストリームのヌーノ・ベッテンコート、アニマルズ・アズ・リーダーズのTosin Abasiなど。音楽で世界中を廻りたいという夢があるため、アメリカの大学で音楽の勉強をしていた。その地でギター修行していたバンドも何も組んでいない20歳の頃、アメリカに住んでいたhydeと偶然出会い「今日ONE OK ROCKが来ているから一緒に行こうか」などと、色々なロックバンドのライブに連れていって貰ったりとよくお世話になっていたが、それから7～8年後の2023年（令和5年）にロック・フェスティバルのNEX_FESTでPaleduskとしてhydeと対バンした際、DAIDAIが「あのときはお世話になりました」と挨拶をし「え、誰?」と返答されるも「昔よくライブに連れてってくれた僕です」と答え「Paleduskって君がやってたの!?」とhydeから驚かれたほか、2024年（令和6年）9月22日放送の横浜エフエム放送「JAL presents 石井竜也のFLYING HEART」でhydeは「その子今、世界中で活躍してて。ビルボードとかにも作曲した曲が載るくらい凄いアーティストになってて、びっくりした。逆に俺の曲作ってくれへん?って」と喜びを語っている。
TRiDENTの「Spoopy」や岡崎体育の「Knock Out」への編曲として参加、VIGORMANの「Hey Taxi」のプロデュース、ブリング・ミー・ザ・ホライズンの「AmEN! (feat. Lil Uzi Vert and Daryl Palumbo of Glassjaw)」「DArkSide」「Kool-Aid」、リル・ウージー・ヴァートの「The End (feat. BABYMETAL)」など他のアーティストの楽曲制作も行っており、フォートナイトのBGMも手がけている。2019年（令和元年）9月16日のライブ中にステージから落ち、利き手の右手を骨折して以来、腕は両利きである。
BOB（ボブ）
ドラム担当。1993年11月16日生まれ。
2023年（令和5年）10月に加入を発表。2023年（令和5年）7月までAliAにてドラムを担当していた。
ジャッキー・チェンの大ファンで、パイロット版『超逆境クイズバトル!! 99人の壁』の初回放送ではジャッキーチェンのジャンルでの回答者として出演した程の知識を有しており、ジャッキーの物真似を特技としている。

### サポートメンバー
John（ジョン）
ベース担当。2019年に一部公演にサポートメンバーとして参加。2024年9月から国内のライブにおける本格的なサポートメンバーとして参加している。
かつては正規メンバーだったが2018年（平成30年）11月25日のライブをもって脱退している。

### 元メンバー
Katchang（カッチャン）
ギター・クリーンボーカル担当。結成当初のメンバー。2017年（平成29年）8月に脱退。現在はuniverse last a wardのメンバーとして活動中。
川村啓（カワムラケイ）
ベース担当。結成当初のメンバー。2015年（平成27年）に脱退。
Ash（アッシュ）
ベース担当。台湾人。DAIDAIとは、アメリカで同じ音楽学校でギターを学んでいた友人であった。台湾で音楽の道に入るきっかけがなく、前任のベースが脱退する際にKaitoらから誘われ、Paleduskへ加入。
2019年（令和元年）12月12日に脱退を発表。日本への渡航、および滞在し活動するためのビザの更新の際に問題が発生し、すぐに日本へ戻って活動することが困難なことから継続を断念した。
Kazuki（カズキ）
ベース担当。2021年（令和3年）より約1年間の間療養していたが、回復が見込めないため、2022年（令和4年）11月20日に脱退した。
Seiya（セイヤ）
ドラムス担当。前任のドラムが脱退する話を耳にして、自らKaitoに入りたいと連絡を取り加入した。
2022年（令和4年）11月20日に、正式ドラマーからサポートドラマーとして活動していくことが発表された。
レイナ
ドラムス担当。結成当初の女性メンバー。2016年（平成28年）10月初旬に脱退。

## 略歴
2015年（平成27年）にKaitoが初代ベースに声をかけて結成。
2017年（平成29年）2月22日、PERIPHERYの来日公演にてサポート・アクトを務める。同年4月5日にEP『War Declaration』をリリース。9月にDaisukeが加入。
2018年（平成30年）11月20日、ベースのJohnが脱退。12月のライブから後任としてAshが加入。
2019年（平成31年）4月に行われたオーストラリアのバンドPOLARISの来日公演"SPRING JAPAN TOUR 2019"に全公演出演。12月にAshが脱退。
2020年（令和2年）、3月に開催予定だったKNOTFEST JAPAN 2020「FESTIVAL」にオープニングアクトとしての出演が決まっていたが、新型コロナウイルスの感染拡大を受け延期となる。
2021年（令和3年）1月、EU/UKのAvocado Bookingsと契約。
2022年（令和4年）6月、Alpha wolfとFit For A King、Great American Ghostとのオーストラリアツアーを敢行。11月20日にベースのKazukiが脱退、ドラムスのSeiyaがサポートメンバーとなることを発表。
2023年（令和5年）4月2日、2020年（令和2年）から延期となっていた「KNOTFEST JAPAN 2020」の再々振替公演として行われた「KNOTFEST JAPAN 2023」に出演。同月、変態紳士クラブのVIGORMANとのフィーチャリング楽曲「I'm ready to die for my friends feat. VIGORMAN」を配信リリース。

## 作品

### EP
|     | 発売日        | タイトル        | 規格     | 規格品番  | 最高位 |
| --- | ------------- | --------------- | -------- | --------- | ------ |
| 1st | 2015年6月14日 | obsidian        | CD／配信 | -         |        |
| 2nd | 2016年9月7日  | Amber           | CD／配信 | TRMK-2    |        |
| 3rd | 2017年4月5日  | War Declaration | CD／配信 | TRMK-3    |        |
| 4th | 2018年3月14日 | BLUE ROSE       | CD／配信 | TRVE-127  |        |
| 5th | 2020年5月9日  | HAPPY TALK      | CD／配信 | -         |        |
| 6th | 2024年2月21日 | PALEHELL        | CD／配信 | MMZ-11021 |        |

### シングル
|      | 発売日         | タイトル                                      | 規格     | 規格品番                                          | 最高位 |
| ---- | -------------- | --------------------------------------------- | -------- | ------------------------------------------------- | ------ |
| 配信 | 2016年10月12日 | Lovers                                        | 配信     | -                                                 |        |
| 1st  | 2018年9月13日  | SAVE ME / SAVE YOU                            | CD／配信 | TRVE-131                                          |        |
| 2nd  | 2019年4月12日  | VARIED                                        | CD／配信 | TCJPR-514363                                      |        |
| 3rd  | 2019年9月16日  | 9 SMILES                                      | CD／配信 | TCJPR-552039                                      |        |
| 4th  | 2020年1月14日  | WIND BACK                                     | CD／配信 | 190295043995                                      |        |
| 配信 | 2021年8月27日  | BLACK ICE                                     | 配信     | PA-90591                                          |        |
| 配信 | 2021年12月15日 | TOPPA                                         | 配信     | PA-93551                                          |        |
| 配信 | 2022年2月16日  | SLAY!! feat.Hideyoshi                         | 配信     | PA-95873                                          |        |
| 配信 | 2022年4月20日  | BBB feat. Such                                | 配信     | TCJPR-890948                                      |        |
| 配信 | 2022年9月28日  | AO (G4CH4 Remix)                              | 配信     | TCJPR-939075                                      |        |
| 配信 | 2022年10月5日  | HAPPY TALK (G4CH4 Remix)                      | 配信     | TCJPR-943316                                      |        |
| 配信 | 2022年10月19日 | AREA PD                                       | 配信     | TCJPR-946481                                      |        |
| 配信 | 2023年4月12日  | I'm ready to die for my friends feat.VIGORMAN | 配信     | TFDS-909                                          |        |
| 配信 | 2023年10月4日  | RUMBLE feat. Masato from coldrain             | 配信     | TFDS-943                                          |        |
| 5th  | 2025年9月17日  | HUGs                                          | CD／配信 | RZCB-87184（通常盤） RZCB-87183（初回生産限定盤） |        |

## ミュージックビデオ
| 監督          | 曲名                                              |
| ------------- | ------------------------------------------------- |
|               | 「Savior」                                        |
| canard films  | 「Reminiscent｣                                    |
| THINGS        | 「Lovers」                                        |
| THINGS        | 「Bonds」                                         |
| Takasuke Kato | 「NO!｣                                            |
| Takasuke Kato | 「9 SMILES」                                      |
| Takasuke Kato | 「PALE HORSE」                                    |
| Takasuke Kato | 「AO」                                            |
| Takasuke Kato | 「I'm ready to die for my friends feat. VIGORMAN｣ |

## タイアップ
| 曲名 | タイアップ                                   |
| ---- | -------------------------------------------- |
| HUGs | テレビアニメ『ガチアクタ』オープニングテーマ |

## ライブ

### ワンマンライブ
| 公演年 | 公演名                                                                | 公演日  | 会場                    |
| ------ | --------------------------------------------------------------------- | ------- | ----------------------- |
| 2017   | Queblick Our Daybreak Vol.2～3rd EP "War Declaration" Release Party～ | 4月22日 | 福岡・Queblick          |
| 2021   | OUR DAYBREAK VOL.10 -ONE MAN SHOW-                                    | 12月5日 | 福岡・BEAT STATION      |
| 2022   | 1st ONE MAN SHOW IN TOKYO                                             | 2月20日 | 東京・clubasia          |
| 2022   | SPRING ONE MAN TOUR 2022                                              | 4月21日 | 大阪・BIGCAT            |
| 2022   | SPRING ONE MAN TOUR 2022                                              | 4月22日 | 名古屋・THE BOTTOM LINE |
| 2022   | SPRING ONE MAN TOUR 2022                                              | 4月27日 | 東京・渋谷CLUB QUATTRO  |
| 2024   | GUERILLA ONE MAN SHOW 2024                                            | 1月29日 | 東京・clubasia          |
| 2024   | LOVE YOUR PALEHELL FINAL SERIES                                       | 7月26日 | 東京・Spotify O-EAST    |